# Honda Keiszuke
Honda Keiszuke (japánul: 本田圭佑; Szeccu, 1986. június 13. –) japán labdarúgó, a Paro játékosa.

## Pályafutása
Pályafutását a japán Nagoja Grampus Eightben kezdte el 2005-ben, 2008-ban figyelt fel rá a holland VVV-Venlo egyesülete amely le is szerződtette, itt két év alatt 68 mérkőzésen 24 gólig jutott. 2009 decemberében Honda eligazolt az orosz bajnokságban szereplő CSZKA Moszkvához, 6 millió euróért vették meg és 4 szezonra írt alá. 2014-ben a Milan, majd 2017-ben a mexikói Pachuca csapatához került. Új klubjában először a 6. fordulóban lépett pályára az 58. percben, és öt perc múlva meg is szerezte első mexikói gólját. 2018 nyarán az ausztrál Melbourne Victory csapatához igazolt.
2019-ben a holland SBV Vitesse játékosa volt, 2020 januárjában pedig a brazil Botafogo csapatához írt alá.
2021-ben a portugál Portimonese játékosa lett, de pályára nem lépett, mert nem tudták regisztrálni a portugál ligarendszerbe. Március 25-én jelentették be, hogy a szezon végéig szerződtette az azeri Neftcsi Baku csapata.
2021. szeptember 14-én a litván Sūduva csapatába szerződött három hónapra.

## Játékos statisztikái
Utolsó frissítés: 2013 november 22
| Teljesítmény klubjában | Teljesítmény klubjában | Teljesítmény klubjában    | Bajnokság | Bajnokság | Kupa                | Kupa                | Ligakupa                 | Ligakupa                 | Nemzetközi | Nemzetközi | Összesen | Összesen |
| Szezon                 | Klub                   | Bajnokság                 | Mérk.     | Gól       | Mérk.               | Gól                 | Mérk.                    | Gól                      | Mérk.      | Gól        | Mérk.    | Gól      |
| Japán                  | Japán                  | Japán                     | Bajnokság | Bajnokság | Kupa                | Kupa                | Japán labdarúgó-ligakupa | Japán labdarúgó-ligakupa | Ázsia      | Ázsia      | Összesen | Összesen |
| ---------------------- | ---------------------- | ------------------------- | --------- | --------- | ------------------- | ------------------- | ------------------------ | ------------------------ | ---------- | ---------- | -------- | -------- |
| 2004                   | Nagoja Grampus Eight   | J. League Division 1      | -         | -         | -                   | -                   | 1                        | 0                        | -          | -          | 1        | 0        |
| 2005                   | Nagoja Grampus Eight   | J. League Division 1      | 31        | 2         | 2                   | 0                   | 2                        | 0                        | -          | -          | 35       | 2        |
| 2006                   | Nagoja Grampus Eight   | J. League Division 1      | 29        | 6         | 1                   | 0                   | 4                        | 2                        | -          | -          | 34       | 8        |
| 2007                   | Nagoja Grampus Eight   | J. League Division 1      | 30        | 3         | 2                   | 0                   | 3                        | 0                        | -          | -          | 35       | 3        |
| Hollandia              | Hollandia              | Hollandia                 | Bajnokság | Bajnokság | KNVB Cup            | KNVB Cup            | Ligakupa                 | Ligakupa                 | Európa     | Európa     | Összesen | Összesen |
| 2007–08                | VVV-Venlo              | Eredivisie                | 14        | 2         | -                   | -                   | -                        | -                        | -          | -          | 14       | 2        |
| 2008–09                | VVV-Venlo              | Eerste Divisie            | 36        | 16        | 1                   | 0                   | -                        | -                        | -          | -          | 37       | 16       |
| 2009–10                | VVV-Venlo              | Eredivisie                | 18        | 6         | 2                   | 2                   | -                        | -                        | -          | -          | 20       | 8        |
| Oroszország            | Oroszország            | Oroszország               | Bajnokság | Bajnokság | Orosz labdarúgókupa | Orosz labdarúgókupa | Orosz labdarúgó-ligakupa | Orosz labdarúgó-ligakupa | Európa     | Európa     | Összesen | Összesen |
| 2010                   | CSZKA Moszkva          | Orosz labdarúgó-bajnokság | 28        | 4         | 5                   | 0                   | -                        | -                        | 12         | 2          | 45       | 6        |
| 2011-12                | CSZKA Moszkva          | Orosz labdarúgó-bajnokság | 25        | 8         | 1                   | 0                   | -                        | -                        | 1          | 0          | 27       | 8        |
| 2012-13                | CSZKA Moszkva          | Orosz labdarúgó-bajnokság | 23        | 7         | 3                   | 1                   | -                        | -                        | 2          | 1          | 28       | 9        |
| 2013-14                | CSZKA Moszkva          | Orosz labdarúgó-bajnokság | 15        | 1         | 0                   | 0                   | -                        | -                        | 3          | 1          | 18       | 2        |
| Olaszország            | Olaszország            | Olaszország               | Bajnokság | Bajnokság | Coppa Italia        | Coppa Italia        | Ligakupa                 | Ligakupa                 | Európa     | Európa     | Összesen | Összesen |
| 2014                   | AC Milan               | Serie A                   | 0         | 0         | 0                   | 0                   | -                        | -                        | -          | -          | 0        | 0        |
| Összesen               | Japán                  | Japán                     | 90        | 11        | 5                   | 0                   | 10                       | 2                        | -          | -          | 105      | 13       |
| Összesen               | Hollandia              | Hollandia                 | 68        | 24        | 3                   | 2                   | -                        | -                        | -          | -          | 71       | 26       |
| Összesen               | Oroszország            | Oroszország               | 94        | 20        | 9                   | 1                   | -                        | -                        | 18         | 4          | 118      | 25       |
| Karrierje összesen     | Karrierje összesen     | Karrierje összesen        | 252       | 55        | 17                  | 3                   | 10                       | 2                        | 18         | 4          | 294      | 64       |

### Góljai a válogatottban
| #   | Dátum                | Helyszín                                                    | Ellenfél    | Gól | Végeredmény | Kiírás                                     |
| --- | -------------------- | ----------------------------------------------------------- | ----------- | --- | ----------- | ------------------------------------------ |
| 1.  | 2009. május 27.      | Nagai Stadion, Oszaka, Japán                                | Chile       | 4–0 | Győzelem    | 2009 Kirin Kupa                            |
| 2.  | 2009. október 10.    | Nissan Stadion, Jokohama, Japán                             | Skócia      | 2–0 | Győzelem    | Barátságos mérkőzés                        |
| 3.  | 2009. október 14.    | Miyagi Stadion, Rifu, Japán                                 | Togo        | 5–0 | Győzelem    | Barátságos mérkőzés                        |
| 4.  | 2010. március 3.     | Toyota Stadion, Tojota, Japán                               | Bahrein     | 2–0 | Győzelem    | 2011-es Ázsia-kupa (selejtező)             |
| 5.  | 2010. június 14.     | Free State Stadion, Bloemfontein, Dél-afrikai Köztársaság   | Kamerun     | 1–0 | Győzelem    | 2010-es labdarúgó-világbajnokság           |
| 6.  | 2010. június 24.     | Royal Bafokeng Stadion, Rustenburg, Dél-afrikai Köztársaság | Dánia       | 3–1 | Győzelem    | 2010-es labdarúgó-világbajnokság           |
| 7.  | 2011. január 13.     | Katar SC Stadion, Doha, Katar                               | Szíria      | 2–1 | Győzelem    | 2011-es Ázsia-kupa                         |
| 8.  | 2011. augusztus 10.  | Szapporo Dome, Szapporo, Japán                              | Dél-Korea   | 3–0 | Győzelem    | Barátságos mérkőzés                        |
| 9.  | 2012. június 3.      | Szaitama Stadion 2002, Szaitama, Japán                      | Omán        | 3–0 | Győzelem    | 2014-es labdarúgó-világbajnokság-selejtező |
| 10. | 2012. június 8.      | Szaitama Stadion 2002, Szaitama, Japán                      | Jordánia    | 6–0 | Győzelem    | 2014-es labdarúgó-világbajnokság-selejtező |
| 11. | 2012. június 8.      | Szaitama Stadion 2002, Szaitama, Japán                      | Jordánia    | 6–0 | Győzelem    | 2014-es labdarúgó-világbajnokság-selejtező |
| 12. | 2012. június 8.      | Szaitama Stadion 2002, Szaitama, Japán                      | Jordánia    | 6–0 | Győzelem    | 2014-es labdarúgó-világbajnokság-selejtező |
| 13. | 2013. február 6.     | Home's Stadion Kobe, Kóbe, Japán                            | Lettország  | 3–0 | Győzelem    | Barátságos mérkőzés                        |
| 14. | 2013. június 4.      | Szaitama Stadion 2002, Szaitama, Japán                      | Ausztrália  | 1–1 |             | 2014-es labdarúgó-világbajnokság-selejtező |
| 15. | 2013. június 19.     | Itaipava Arena Pernambuco, Recife, Brazília                 | Olaszország | 3–4 | Vereség     | 2013-as konföderációs kupa                 |
| 16. | 2013. augusztus 14.  | Miyagi Stadion, Rifu, Japán                                 | Uruguay     | 2–4 | Vereség     | Barátságos mérkőzés                        |
| 17. | 2013. szeptember 6.  | Nagai Stadion, Oszaka, Japán                                | Guatemala   | 3–0 | Győzelem    | Barátságos mérkőzés                        |
| 18. | 2013. szeptember 10. | International Stadion Yokohama, Kanagava, Japán             | Ghána       | 3–1 | Győzelem    | Barátságos mérkőzés                        |
| 19. | 2013. november 16.   | Cristal Arena, Genk, Belgium                                | Hollandia   | 2–2 |             | Barátságos mérkőzés                        |
| 20. | 2013. november 19.   | Baldvin király Stadion, Brüsszel, Belgium                   | Belgium     | 3–2 | Győzelem    | Barátságos mérkőzés                        |